# Palazzo Uggeri
Palazzo Uggeri-Ganassoni, o semplicemente palazzo Uggeri, è un palazzo cinquecentesco situato nel centro storico di Brescia lungo via dei Musei, nel quartiere cittadino di Brescia antica.

## Storia
Il palazzo venne edificato nella seconda metà del cinquecento dall'architetto Lodovico Beretta su commissione della nobile famiglia bresciana degli Uggeri.
Il palazzo fu successivamente ristrutturato in chiave neoclassica.
Sulla facciata principale si può ammirare l'imponente balcone adornato da piccoli putti.